# Capitalsaurus
"Capitalsaurus" je neoficiální jméno pro zástupce jakéhosi teropodního dinosaura, objeveného ve městě Washington D.C. Dinosaurus žil v období spodní křídy (geologický stupeň apt až alb, asi před 125 až 100 miliony let), ale jedná se pouze o nomen nudum (nebyl nikdy formálně popsán).
K objevu dinosaura došlo náhodně v lednu roku 1898 při stavbě městské stoky. "Capitalsaurus" se stal dokonce státním dinosaurem kolumbijského distriktu. Objev sestává pouze z jednoho nekompletního obratle, proto je jakékoliv zařazení a popis velmi spekulativní. Dinosaurus měřil na délku asi 7 až 10 metrů, jde tedy o poměrně velkého teropoda.